# Jean-Luc Addor

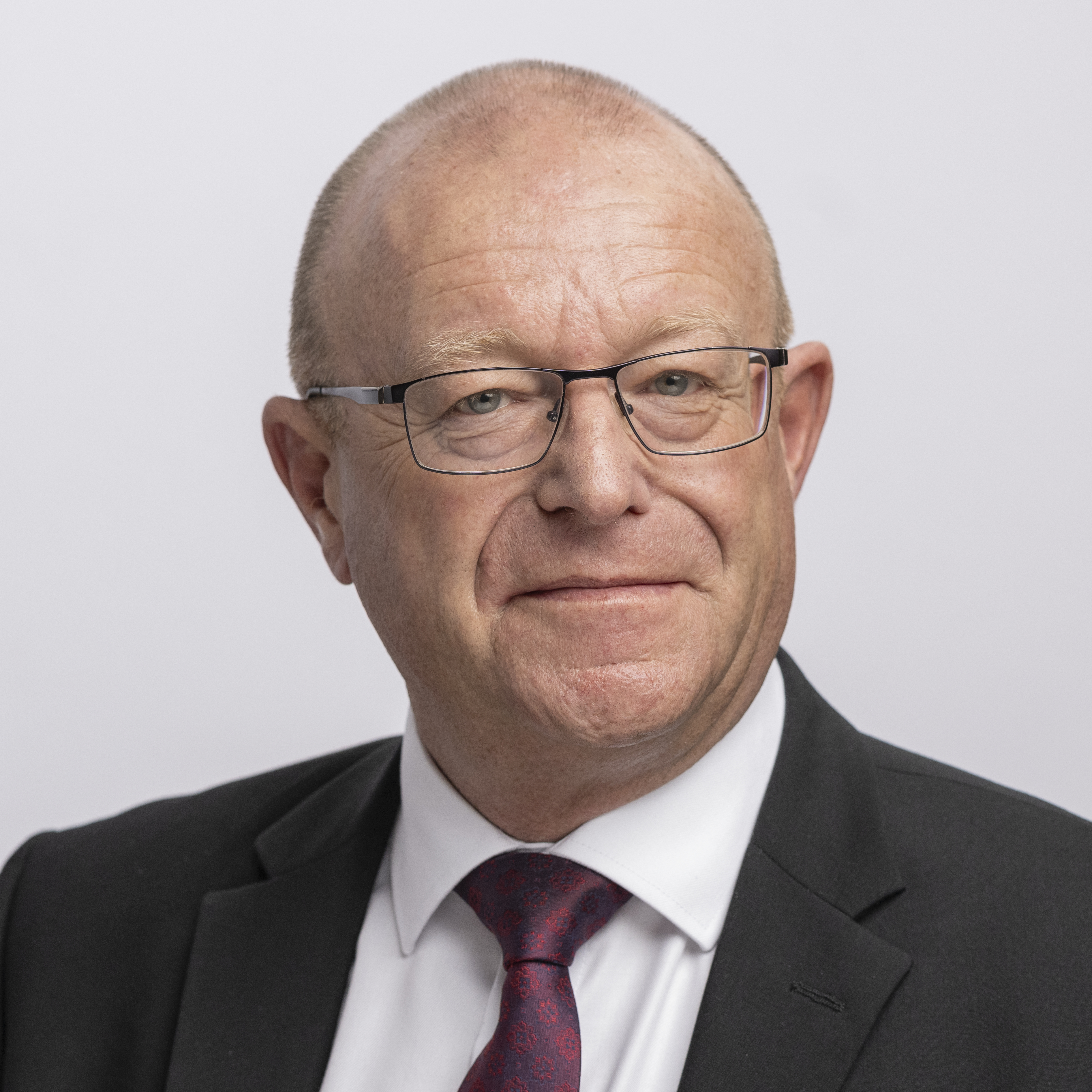
Jean-Luc Addor (2023)

Jean-Luc Addor (* 22. April 1964 in Lausanne; heimatberechtigt in Sainte-Croix VD und Savièse) ist ein Schweizer Politiker (SVP). Er ist seit November 2015 Mitglied des Nationalrates.

## Biografie
Jean-Luc Addor schloss 1986 sein Studium der Rechtswissenschaft an der Universität Lausanne ab, 1991 erwarb er das Anwaltspatent des Kantons Wallis. Von 1989 bis 1991 war er Gerichtsschreiber am Bezirksgericht von Entremont. Anschliessend war er bis 2001 Untersuchungsrichter der Region Valais central. Seit 2001 ist er als Anwalt tätig. Er ist schweizerisch-italienischer Doppelbürger.
Addor ist verheiratet, hat zwei Kinder und wohnt in Savièse.

## Politik
Von 2005 bis 2015 war Addor Mitglied des Grossen Rats des Kantons Wallis. Daneben war er von 2009 bis 2015 Gemeinderat von Savièse. Bei den Parlamentswahlen 2015 wurde er in den Nationalrat gewählt, wo er seither in der Staatspolitischen Kommission Einsitz nimmt. Zudem ist er Vizepräsident der SVP Sektion Unterwallis und Mitglied des Parteivorstands der SVP Schweiz.
Addor sorgte im September 2013 für Aufsehen, als er auf Facebook die Wiedereinführung der Todesstrafe forderte. Zu seinen politischen Schwerpunkten gehört der Einsatz für ein liberales Waffenrecht. Er ist Präsident des Vereins Pro Tell, der sich für eine liberale Waffengesetzgebung engagiert. 2017 geriet Addor in die Schlagzeilen, als er eine parlamentarische Initiative einreichte, die das Recht auf öffentliches Waffentragen zum Ziel hatte.

## Verurteilung wegen Rassendiskriminierung
2017 verurteilte das Bezirksgericht Sion Addor wegen Verstosses gegen die Rassismus-Strafnorm zu einer bedingten Geldstrafe und einer Busse. Grund dafür war, dass er eine Schiesserei in einer Moschee in St. Gallen, bei der eine Person getötet wurde, auf Twitter mit den Worten "On en redemande" (deutsch: "Wir wollen mehr davon") kommentiert hatte. Addor legte Berufung gegen das Urteil ein, worauf das Kantonsgericht ihn im April 2020 wegen Rassendiskriminierung zu einer Geldstrafe von 60 Tagessätzen zu 300 Franken mit zwei Jahren Bewährung verurteilte. Das Bundesgericht bestätigte das Urteil im November 2020. Es hielt fest, dass nach dem Verständnis eines unbefangenen Durchschnittslesers mit dem Wunsch nach Wiederholung einer Schiesserei dazu eingeladen wurde, sich über das tragische Ereignis in der Moschee zu freuen. 2021 zog er das Urteil an den Europäischen Gerichtshof für Menschenrechte weiter.